# Cyrille Aimée
Cyrille Aimée, ou Cyrille-Aimée Daudel, née le 10 août 1984, en France, à Fontainebleau, d'un père français et d'une mère dominicaine, est une chanteuse de jazz française qui a résidé plusieurs années à Brooklyn, aux États-Unis avant de migrer à la Nouvelle-Orléans.

## Biographie et carrière musicale
Cyrille Aimée grandit à Samois-sur-Seine, où est inhumé Django Reinhardt.
Elle gagne le premier prix de la compétition vocale du concours Montreux Jazz Festival Competition en 2007, et a été finaliste du Thelonious Monk International Jazz Competition en 2010,. En 2012, elle gagne le concours Sarah Vaughan International Jazz Competition
Le New York Times dit d'elle qu'elle est « l'une de ces chanteuses que les instrumentistes appellent « musicienne ». » Elle est une adepte du scat dont l'une de ses premières sources d'inspiration est Ella Fitzgerald.
En 2015, elle chante sur la grande scène du festival Jazz à Vienne lors d'un « set découverte » de vingt-cinq minutes en avant-concert de Tigran Hamasyan et Melody Gardot, où sa prestation lui vaut une ovation debout, puis au Club de minuit.
En août 2016, elle participe au Jazz in Marciac où elle chante sous le chapiteau dans les trois langues qu'elle maîtrise parfaitement (le français, l'anglais et l'espagnol). Elle y reprend des standards américains de jazz ainsi que des chansons de Georges Moustaki et Juan Luis Guerra et plusieurs de ses compositions.
Son quintette actuel[Quand ?] associe deux guitaristes au jeu différent : la musique contemporaine de l’italo-français Michael Valeanu, avec les cordes métalliques et l’esprit manouche d'Adrien Moignard.
Avec le même groupe, suivra Let’s Get Lost en 2016, un album qui prendra la première place du hit-parade jazz aux États-Unis. Cet album permet à Cyrille et son groupe de révéler leurs multiples talents lors de nombreuses tournées musicales du quintette ces trois dernières années[Quand ?] en Amérique, Europe et Asie.
Elle quitte New York pour la Nouvelle-Orléans, qui est une autre ville cosmopolite où le jazz est roi et continue ses tournées de par le monde principalement aux États-Unis et en Europe.

## Discographie

### Albums
- Cyrille Aimée and the Surreal Band (2009)
- Smile (2009)
- Just The Two Of Us (2010)
- Live at Small's (2010)
- Live at Birdland (2013)
- It's a Good Day (Mack Avenue Records, 2014)
- Let's Get Lost (Mack Avenue, 2016)
- Move On (2019)
- Petite fleur - avec le New Orleans Jazz Orchestra (2021)
- I'll Be Seeing You - avec Michaël Valeanu (2021)
- À fleur de peau (2024)
- 4 . 24 (2025)